# Astragalus agnicidus
Astragalus agnicidus är en ärtväxtart som beskrevs av Rupert Charles Barneby. Astragalus agnicidus ingår i släktet vedlar, och familjen ärtväxter. Inga underarter finns listade i Catalogue of Life.

## Bildgalleri

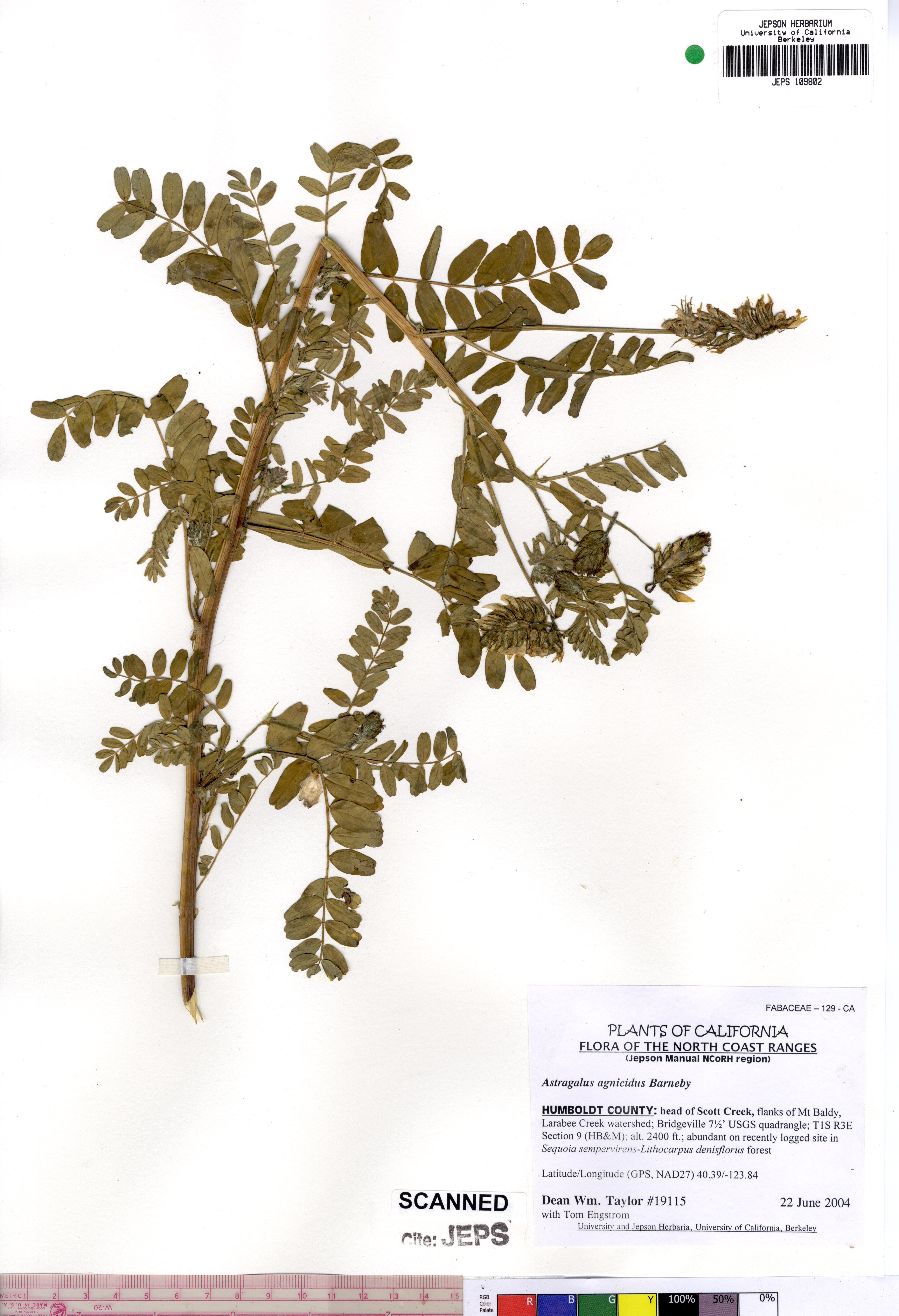